# بگیرش (ترانه)
«بگیرش» (Toma) تک‌آهنگی از پیت‌بول، لیل جان است که در سال ۲۰۰۴ میلادی منتشر شد.